# Étienne Oehmichen
Étienne Œhmichen (Châlons-sur-Marne, 15 ottobre 1884 – Parigi, 10 luglio 1955) è stato un ingegnere francese.
È considerato da alcuni come l'inventore dell'elicottero, ma, Œhmichen diceva modestamente: «Non sono l'inventore dell'elicottero. L'unico inventore è stato Leonardo da Vinci, quando disegnò la sua macchina volante ad ali girevoli, nel 1486».
Étienne Œhmichen, il cui padre era comandante della scuola d'artiglieria di Châlons, arrivò nel paese di Montbéliard nel 1897 all'età di 13 anni e vi seguì gli studi prima di laurearsi alla scuola Centrale (École Centrale Paris). Compì studi sull'aerodinamica, la cinematografia, la zoologia e la paleontologia. Effettuò il 4 maggio 1924 a Arbouans il primo chilometro in circuito chiuso in elicottero, con decollo ed atterraggio verticale. Fu titolare della cattedra di «aerolocomozione» meccanica e biologica al Collège de France. Riposa, dal 1956, ad Arbouans, dove fece il suo volo storico.

## I suoi lavori

### La dinamo
In associazione con Peugeot, crea la sua officina Œhmichen-Peugeot a Valentigney dove inventa la dinamo in sostituzione dei fari ad acetilene delle prime automobili. Inventa anche i primi proiettori anabbaglianti (brevetto mai depositato).

### Il carro d'assalto
Nel 1914 è nelle trincee del primo conflitto mondiale. Decorato con la croce di guerra e la Legion d'Onore, nel 1917, collabora alla realizzazione dei carri armati prodotti da Peugeot.

### Altri lavori
Si interessa anche ha lavori sull'elettricità e la luce. Questa passione lo condurrà a creare il primo stroboscopio elettrico ed una macchina fotografica capace di scattare 1000 immagini in un secondo. Inoltre il suo interesse per l'aria gli permetterà di concepire il cannone ad aria compressa.

### L'elicottero
Nel 1921 approfondisce le sue teorie sul volo ascendente e mette a punto i suoi prototipi, finanziati dallo Stato. Effettua un primo volo ai comandi di un apparecchio dotato di un pallone gonfiato con idrogeno, volo della durata di un minuto a dieci metri d'altezza, in una macchina a profilo girevole, l'elicostat.

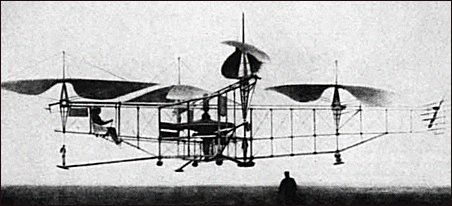
Oemichen N°2 1922

Nel 1924, il 4 maggio, con il suo secondo prototipo, realizza il primo chilometro in circuito chiuso sul terreno di Arbouans (oggi aerodromo di Montbéliard). Lo stesso anno realizza un volo stazionario di tre minuti, quindi un altro volo con passeggero.
Nel 1930 le sovvenzioni statali si interrompono («gli elicotteri non hanno un futuro», si pensava). Œhmichen continua a depositare brevetti, cui i fabbricanti moderni hanno potuto in seguito ispirarsi. Prosegue le sue ricerche sull'elicostat, che riuniscono le tecniche dell'elicottero e del dirigibile, senza riuscire a convincere i responsabili dell'aeronautica.